# Pottenbrunn
Pottenbrunn ( [ˈpɔtn̩ˌbʀʊn]) leží na řece Traisen a silnici S33 mezi Herzogenburgem a St. Pöltenem, odkud je vzdálený asi 7 km. V roce 1971 došlo k připojení tohoto katastrálního území k St. Pöltenu.

## Sousední obce
- Böheimkirchen - na východě
- Herzogenburg - na severu
- Kapelln - na severovýchodě
- Radlberg - městská čtvrť
- Ratzersdorf
- Wagram

## Název místa
Název Pottenbrunn, původně nazývaný jako "Potilinesprunnin" nebo "Potinbrunnin" zanechal v názvu místa odvození od studny (Brunn) a známého "Poto" nebo "Potilo". Název vodního hradu, kterým byl dříve zámek, který vznikl u osady.

## Historie
Území dnešního Pottenbrunnu bylo již v mladší době kamenné osídleno, co dokladují různé nálezy.
Obec vznikla ze dvou, zpočátku oddělených a pod různou vrchností, nazývaných Ober- a Niederpottenbrunn, které měly až do roku 1623 své vlastní kostely.
Pottenbrunn byl poprvé uvedený v dokumentech již roku 890. Obě místa mohla mít kolem roku 1200 název "Wihselbrunne".
„Ober- a Niederpottenbrunn“ byl spravován různými pány. Na dokladu z 19. května 1353 jsou dvě pečetě: jedna „Jana z Pottenbrunnu“ (majitele starých zámků), na které je připojen rytíř z Pottenbrunnu a druhá pečeť „Jana Alachtera z Pottenbrunnu“. Oba byli bratranci.
Dolní farní kostel "Svatého Kříže", v roce 1637 vypálen a v roce 1683 zase Turky zničen. V roce 1730 byl v již zcela zchátralý. Horní kostel "Svatého Ulrycha" byl postaven kolem roku 1000. Ten je nynějším farním kostelem.
V roce 1927 byl za starostu Antona Hinterwallnera (1927-1938) Pottenbrunn povýšen na městys.
V roce 1972 byl samostatný městys Pottenbrunn pod velkými protesty obyvatel připojen k St. Pöltenu. 95 % pottenbrunnských obyvatel podepsalo stanovisko proti připojení obce. Rada obce se rozhodla také proti připojení jednohlasně, avšak nepřineslo to žádný kladný výsledek.
Roku 1987 získal Pottenbrunn 1. místo v evropské soutěži Entente Florale a byl zvolený jako nejkrásnější místo v Evropě.

## Politika
Jako katastrální území St. Pöltenu nemá Pottenbrunn žádného starostu.
Viz také: St. Pölten: Politika

## Veřejná zařízení

### Školy
- Hlavní škola se zaměřením na ekologii
- Obecná škola
- Učňovské dílny Pottenbrunn, soukromá škola s právem veřejnosti, založena na pedagogických zásadách od Piageta a Rebecy a Mauricio Wild (* 1937).

### Zdravotnictví
V Pottenbrunnu je ústav s pečovatelskou službou a Záchranná stanice „Dělnicko samaritánského svazu“.

## Kultura a pamětihodnosti
- Pottenbrunn (zámek) – renesanční zámek
- Wasserburg (zámek) – barokní zámek
- Pohřebiště – raně středověké pohřebiště Pottenbrunn obsahuje 199 koster (49 mužů, 51 žen a 98 dětí), převážná část je ve velmi dobrém stavu a může se podrobit morfologickému a metrickému výzkumu.
- Spolek "Theater & Show Szenario" existuje od roku 1999 a účinkuje v současné době v dolnorakouském prostoru. Divadelní skupina má asi tři produkce v roce, v Pottenbrunnu ve farním domě a v zámeckém parku uvádí jako letní divadlo.
- "Bezejmenné divadlo" - založeno v roce 2004. Skupina divadelníků sehraje ročně na podzim produkci vlastní tvorby v lidovém domě v Pottenbrunnu.